# ワイヤー・スピード
ワイヤー・スピード・導線の速度（英: Wire speed）とはデジタル情報通信に関する用語の1つで、線材を用いた伝送路の理論上の最大データ転送速度のこと。普通はbit/sec（ビット毎秒）の単位で表される。

## 概要
導線の速度は、銅線や光ファイバーといったコード、またはワイヤー形状の伝送路で、理論的に算出された最大の伝送相速度のことで、伝送路の電気的・光学的・工学的な制約と共に、転送プロトコル最下層の制約も受けたものである。
ルーターやスイッチといったコンピュータ・ネットワーク機器での「導線の速度」という表現は、伝送路での速度に負けないくらい高速で中継処理を行うという意味であり、導線の速度と名乗るにはネットワーク機器の処理性能が伝送路の導線速度と等しいか越える必要がある。2007年の技術では、ネットワーク機器が導線速度性能であるためには基本となる中継機能が少なくともハードウェアによって内部処理がなされていなければならず、それだけコストが高くなる。これらのネットワーク機器がたとえ導線速度であっても、入力信号が即座に出力信号になって出て行く訳ではなく、処理に掛かる遅延時間分は伝送が遅れる。
伝送路での導線速度は、往々にしてネットワーク端末であるコンピュータの側のディスク・アクセスやCPU処理の遅れなどによって制約を受けることが多いが、それでも伝送路の性能を測る尺度としては有効である。

## 脚註